# كريستوف سوتش
كريستوف سوتش (بالمجرية: Szűcs Kristóf)‏ هو لاعب كرة قدم مجري في مركز الدفاع، ولد في 3 يناير 1997 في سيجد في المجر. لعب مع نادي أويبست.

## وصلات خارجية
- كريستوف سوتش على موقع قاعدة بيانات كرة القدم.إي يو (الإنجليزية)
- كريستوف سوتش على موقع Soccerway.com (الإنجليزية)